# Dänische Badminton-Mannschaftsmeisterschaft 2012/13
In der Dänischen Badminton-Mannschaftsmeisterschaft 2012/13 siegte im Finale das Team Skælskør-Slagelse.

## Vorrunde
| Platz | Team                   | Spiele | Siege | Score | Sätze | Punkte |
| ----- | ---------------------- | ------ | ----- | ----- | ----- | ------ |
| 1     | Skovshoved IF          | 9      | 9     | 40-15 | 82-43 | 26     |
| 2     | Team Skælskør-Slagelse | 9      | 7     | 39-17 | 83-42 | 21     |
| 3     | Odense BK              | 9      | 5     | 30-26 | 68-63 | 15     |
| 4     | Værløse BK             | 9      | 5     | 30-28 | 63-63 | 15     |
| 5     | Solrød Strand BK       | 9      | 5     | 27-27 | 58-60 | 15     |
| 6     | Greve Strands BK       | 9      | 4     | 29-27 | 68-58 | 14     |
| 7     | Vendsyssel BK          | 9      | 3     | 27-28 | 68-60 | 10     |
| 8     | Aarhus AB              | 9      | 4     | 23-33 | 58-75 | 10     |
| 9     | Gentofte BK            | 9      | 3     | 20-34 | 50-75 | 9      |
| 10    | Lillerød BK            | 9      | 0     | 12-42 | 30-89 | 0      |

## Spiel um Platz 3
- Greve Strands BK – Vendsyssel BK 4:2

## Finale
- Skovshoved IF – Team Skælskør-Slagelse 3:4